# Station Walsall
Walsall is een spoorwegstation van National Rail in Walsall, Walsall in Engeland. Het station is eigendom van Network Rail en wordt beheerd door West Midland Trains.